# Zselic
Zselic är kullar i Ungern. De ligger i den sydvästra delen av landet, 160 km sydväst om huvudstaden Budapest.